# Independência da Bahia
A Independência da Bahia, também chamada de Independência do Brasil na Bahia, foi um movimento que, iniciado em 19 de fevereiro de 1822 e com desfecho em 2 de julho de 1823, motivado pelo sentimento emancipador de seu povo, terminou pela inserção da então província na unidade nacional brasileira, consolidando a Independência do Brasil.
Salvador, capital da Província da Bahia e uma das cidades mais importantes do Reino do Brasil, parte do então Reino Unido de Portugal, Brasil e Algarves, aderiu à Revolução liberal do Porto, de 1820 e, com a convocação das Cortes Gerais em Lisboa, em janeiro do ano seguinte, envia deputados como Miguel Calmon du Pin e Almeida na defesa dos interesses locais. Divide-se a cidade em vários partidos, o liberal unindo mesmo portugueses e brasileiros, interessados em manter a condição conquistada com a vinda da Corte para o país de Reino Unido, e os lusitanos interessados na volta ao estado de antes. Dividem-se os interesses, acirram-se os ânimos: de um lado, portugueses interessados em manter a província como colônia, e do outro, brasileiros, liberais, conservadores, monarquistas e até republicanos se unem, finalmente, no interesse comum de uma luta que já se fazia ao longo de quase um ano, e que somente se faz unificada com a própria Independência do Brasil a partir de 14 de junho de 1822, quando é feita na Câmara da vila de Santo Amaro da Purificação a proclamação que pregava a unidade nacional, e reconhecia a autoridade de Pedro I.
Embora antecedida pela Convenção de Beberibe e pelas reações ao Dia do Fico, a luta pela Independência na Bahia veio antes da independência brasileira, e só concretizou-se quase um ano depois do 7 de setembro de 1822: ao contrário da pacífica proclamação às margens do riacho Ipiranga, só ao custo de muitas vidas e batalhas por terra e mar emancipou-se de Portugal, de tal modo que seu Hino afirma ter o Sol que nasceu ao 2 de julho brilhado mais que o primeiro.
Em 8 de novembro de 1822, registrou-se o principal confronto, conhecido como a Batalha de Pirajá. O General Pedro Labatut, mercenário francês contratado por Pedro I para lutar em favor da independência do Brasil, reforçou as tropas que sitiavam a capital baiana com a Brigada do Major (depois coronel) José de Barros Falcão de Lacerda, composta por 1 300 soldados de Pernambuco, Bahia e Rio de Janeiro, que repeliu três ataques portugueses, ocasionando 80 mortes e deixando outros 80 feridos. Em abril de 1823, chegou em Salvador a esquadra real comandada pelo Almirante inglês Thomas Cochrane, bloqueando o porto. Sem abastecimento de gêneros alimentícios e impossibilitados de receber reforços, os portugueses se retiraram na madrugada do dia 1 para o dia 2 de julho com as riquezas que puderam levar, e aos 2 dias do mês de julho de 1823, o Exército Libertador entrou triunfante na cidade já desocupada pelo inimigo. Durante o movimento, que se estendeu por um ano e quatro meses, houve aproximadamente 150 mortes no lado brasileiro em campo de batalha. Este dia virou feriado no estado da Bahia, sendo comemorado todos os anos com desfiles cívicos pelo mesmo percurso feito pelo general Labatut em 1823 em Salvador, na Festa da Independência da Bahia.

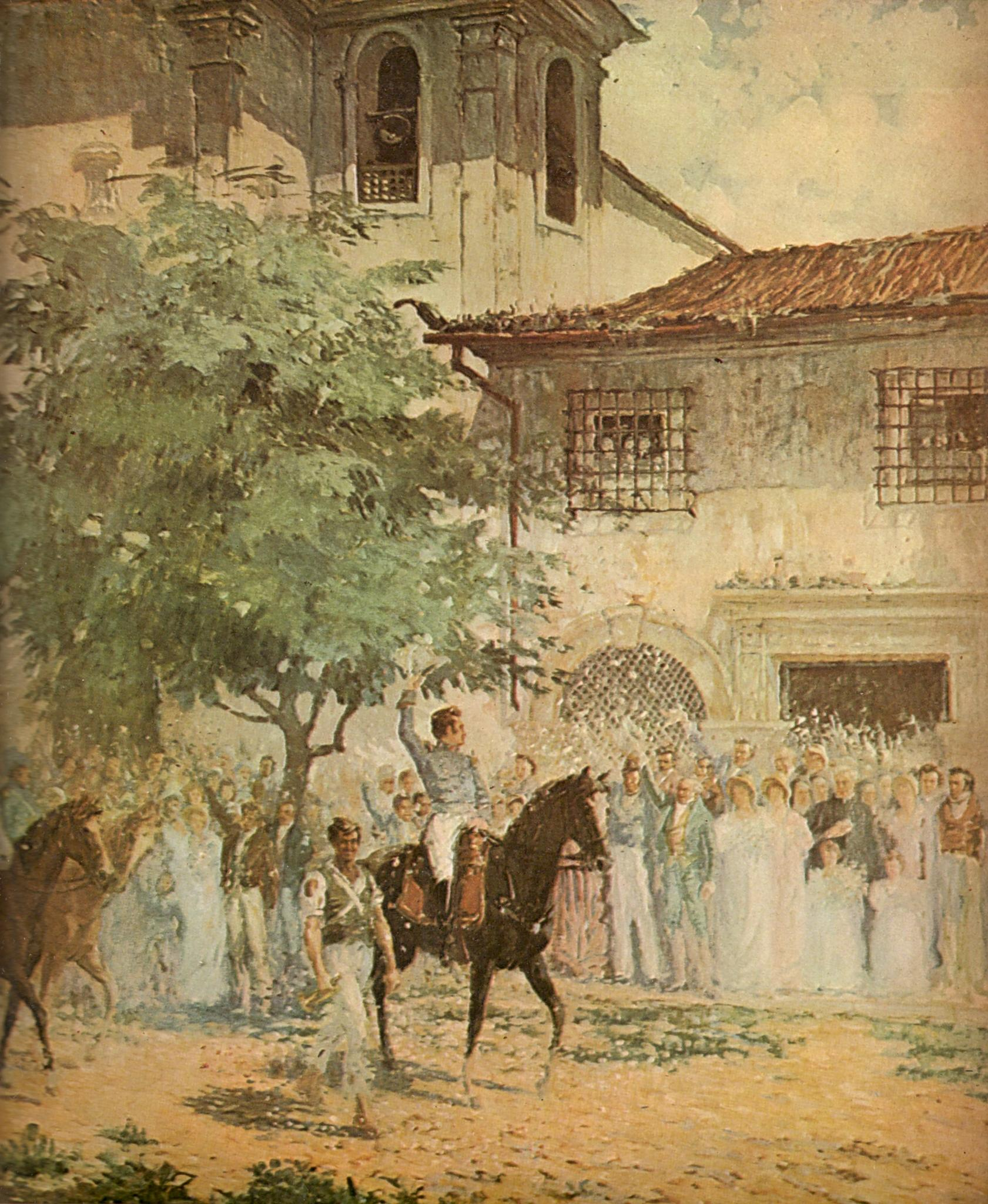
Entrada do Exército Libertador, pintura de Prisciliano Silva, de 1930. Retrata a entrada triunfante do comandante Lima e Silva em Salvador, junto com o corneteiro Lopes, em frente ao Convento da Soledade, em 2 de julho de 1823. Acervo da Câmara Municipal de Salvador.

## Contexto

### Antecedentes
A partir da Conjuração Baiana (1798), pode-se afirmar que na Bahia, mais até que em Minas Gerais quando da Inconfidência Mineira (1789), estava arraigado na população o sentimento de independência em relação a Portugal. Se em Minas o conciliábulo se deu entre as famílias mais abastadas, na Bahia gente humilde participou ativamente, como por exemplo colando cartazes nas ruas concitando o apoio de todos.
A Revolução liberal do Porto (1820) teve enorme repercussão na Bahia, onde era grande o número de portugueses. Como desdobramento, em fevereiro de 1821 uma conspiração de cunho constitucionalista eclodiu em Salvador. Dela participaram Cipriano Barata, José Pedro de Alcântara, o capitão João Ribeiro Neves e outros. Detido o Comandante das Armas e soltos os soldados presos, foi lida uma proclamação que exortava:
Os nossos irmãos europeus derrotaram o despotismo (autoritarismo) em Portugal e restabeleceram a boa ordem da nação portuguesa (…) Soldados! A Bahia é nossa pátria e nós não somos menos valorosos que os Cabreiras e Sepúlvedas! Nós somos os salvadores do nosso país; a demora é prejudicial, o despotismo e a traição do Rio de Janeiro maquinam contra nós, não devemos consentir que o Brasil fique nos ferros da escravidão.
E concluía:

Viva a constituição e cortes na Bahia e Brasil — Viva El-Rei D. João VI nosso soberano pela constituição. Marcha.
Os conspiradores liberais pretendiam, como em Portugal, uma constituição que limitasse o poder real. Habilmente, alguns foram adrede convencidos de que a verdadeira luta deveria ser pela manutenção do soberano no Brasil, entre eles o futuro marquês de Barbacena, então marechal Felisberto Caldeira Brant Pontes que, apesar de brasileiro, comandou a reação do governo, junto ao então coronel Inácio Luís Madeira de Melo. Lutas ocorreram até à vitória dos revoltosos, sendo aclamado ao povo, na Praça da Câmara, o novo estado de coisas. O Governador, conde da Palma, foi à Câmara Municipal e renunciou. A Revolução do Porto teve como consequência a concessão de autonomia, embora limitada, ao Brasil nos moldes da Constituição Espanhola de 1812, com Portugal tentando evitar que o Brasil se separasse da mesma forma que a América Espanhola. Foram organizadas juntas governativas provisórias e também foi garantida a liberdade de imprensa contribuindo para a crescente articulação autonomista na Bahia e em outras províncias. 
Portugueses e brasileiros estavam unidos, e constituíram uma Junta Governativa. Mas a situação não iria durar.

### Portuguesesversusbrasileiros

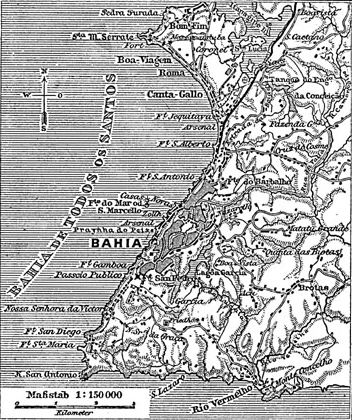
Carta náutica da Bahia de Todos os Santos.

Com o retorno de João VI a Portugal (abril de 1821), permanecendo no Rio de Janeiro o Príncipe-Regente Pedro de Alcântara, que uma carta das Cortes de Lisboa mandava voltar a Portugal, ficou claro aos brasileiros que a antiga metrópole não aceitaria a condição de Reino Unido de Portugal, Brasil e Algarves. Nas tropas, unidas no sentimento constitucionalista, a cisão entre portugueses e brasileiros foi-se acentuando. Ódios acirrados resultaram em muitos conflitos parciais e boatos que, em 12 de julho de 1821, fizeram os portugueses se reunir no quartel para a defesa de possível ataque dos brasileiros.
A 12 de novembro soldados portugueses saíram pelas ruas de Salvador, atacando soldados brasileiros, num confronto corporal na Praça da Piedade, registrando-se mortos e feridos. A população, temerosa, iniciou um êxodo paulatino para os sítios do Recôncavo. O ano terminou com as tensões em alta.
A 31 de janeiro de 1822 uma nova Junta foi eleita e em 11 de fevereiro chegou a notícia da nomeação do Brigadeiro Inácio Luís Madeira de Melo como Comandante das Armas da província baiana. Era o militar que apoiara o conde da Palma, um ano antes. A ordem da nomeação chegou quatro dias depois. Os baianos tinham um comandante que já se declarara contrário aos seus ideais.
De junho de 1822 a julho de 1823 a luta se prolongou entre o governo provisório da província, eleito em junho, favorável à independência, e as forças portuguesas sob o comando do brigadeiro Madeira de Melo, concentradas em Salvador.

### Resistência a Madeira de Melo e a primeira mártir do Brasil
Na Bahia, constituíam-se três facções, que manteriam a luta acesa:
- Partidários da manutenção do regime colonial — quase que exclusivamente integrado por portugueses;
- Constitucionalistas do Brasil — defensores de uma constituição para o Brasil, enquanto Reino Unido, integrado por portugueses e brasileiros;
- Republicanos — adeptos da emancipação política, com a adoção de um regime republicano (à semelhança dos Estados Unidos), integrado quase que exclusivamente por brasileiros.

No comando das Armas estava o brigadeiro Manuel Pedro, que fortalecera os brasileiros, antecipando estrategicamente uma refrega. A sua destituição e a nomeação de Madeira de Melo foi duro golpe no partido nacional.
A posse de Madeira de Melo foi obstada pelos brasileiros, sob pretexto da ausência de pequenas formalidades. Enquanto isso, o povo passou a defender o nome de Manoel Pedro. Madeira de Melo buscou apoio junto aos comerciantes portugueses da cidade, além dos regimentos de Infantaria (12.º), de Cavalaria e das unidades da Marinha Portuguesa. Por seu lado, os brasileiros na Bahia contavam com a Legião de Caçadores, o regimento de Artilharia e o 1.º Regimento de Infantaria.
A 18 de fevereiro de 1822 reuniu-se um conselho de vereadores, juízes e Junta Governativa para dirimir a questão da posse. Como solução foi proposta uma junta militar, sob a presidência de Madeira de Melo. Na prática, era a sua vitória sobre os interesses contrários.

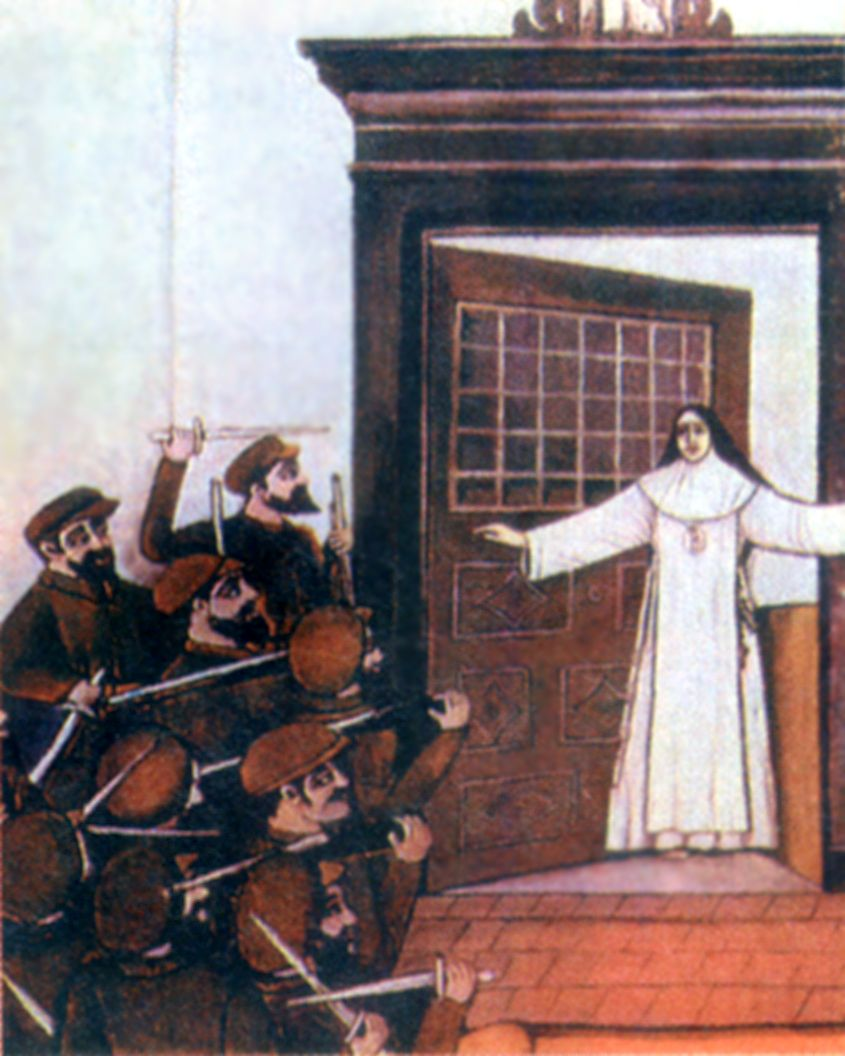
O martírio de Joana Angélica em 19 de fevereiro de 1822, no Convento da Lapa.

As tropas portuguesas estavam de prontidão desde o dia 16, enquanto os marinheiros percorriam as ruas, fazendo provocações — Madeira de Melo fizera constar que, ocorrendo qualquer ameaça à constituição, agiria sem consultar a Junta Militar. Vitorioso, desfilou pelas ruas, inspecionando as fortificações, desafiando as guarnições de maioria nacional. Na madrugada do dia 19 ocorreram os primeiros tiros, no Forte de São Pedro, para onde acorreram as tropas portuguesas, vindas de São Bento. Salvador transformou-se numa praça de guerra, e confrontos violentos ocorreram nas Mercês, na Praça da Piedade e no Campo da Pólvora.
Apesar da encarniçada defesa, as tropas portuguesas tomaram o quartel onde se reunia o batalhão 1.º da Infantaria. Os marinheiros portugueses festejaram a vitória, tendo atacado casas, pessoas e invadido o Convento da Lapa onde haviam se refugiado alguns revoltosos, vindo a assassinar a sua abadessa, Sóror Joana Angélica.
Restava tomar o Forte de São Pedro. Madeira de Melo preparou-se para bombardear a fortificação — uma das poucas inteiramente em terra, no centro da cidade.  Na noite do dia 21, os soldados do forte se retiraram, evitando-se o derramamento de sangue. O brigadeiro Manuel Pedro foi preso e enviado a Lisboa.
No poder, o "Partido Português" atemorizava os brasileiros. A 2 de março de 1822, Madeira de Melo finalmente prestou juramento perante a Câmara de Vereadores.

## A guerra

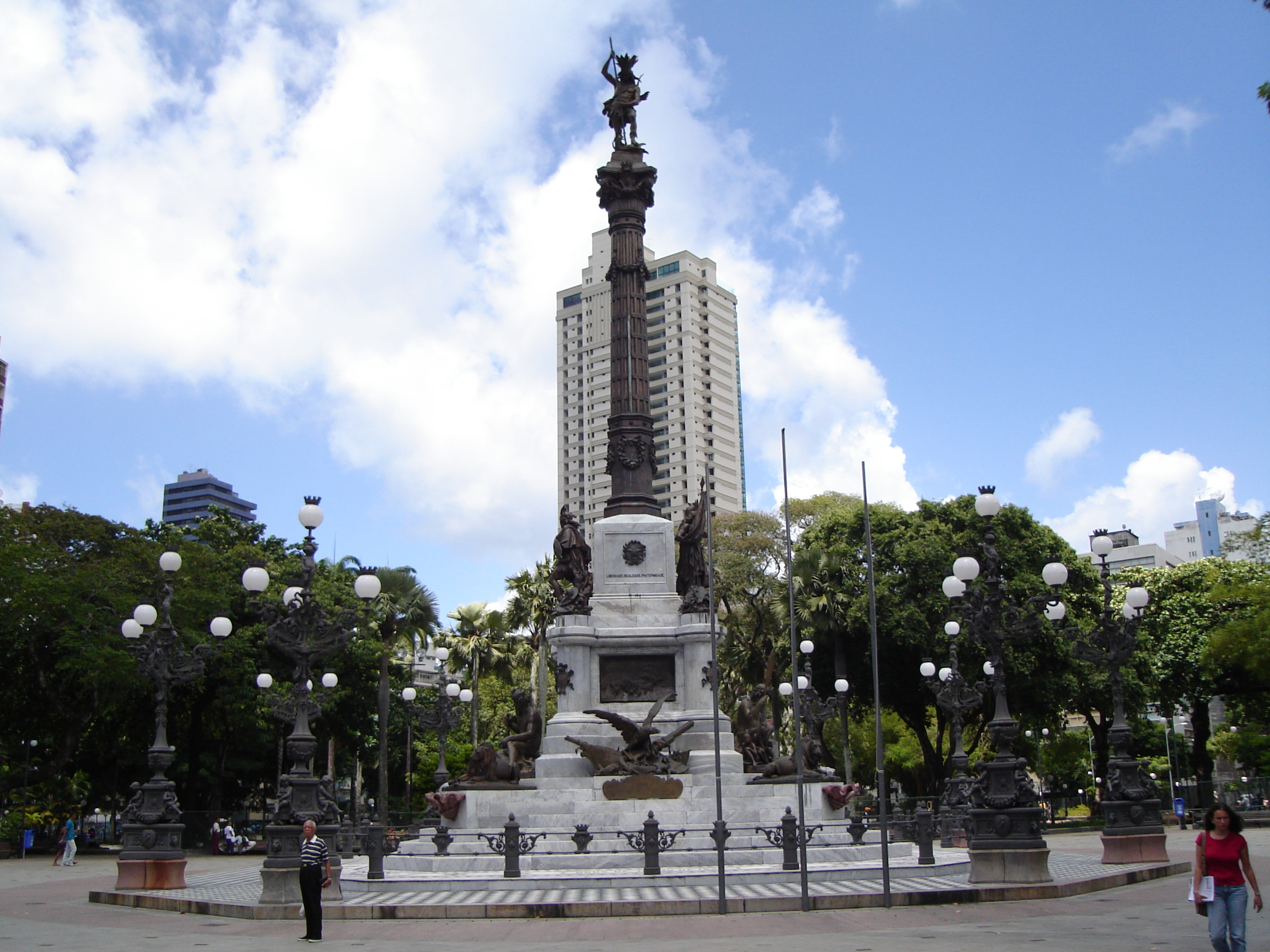
Monumento à Independência da Bahia, situado no Campo Grande.

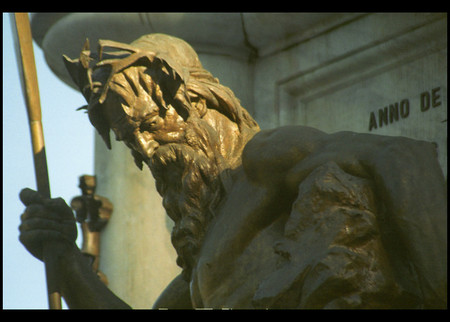
Detalhe do Monumento à Independência da Bahia.

### Julho de 1822: a Bahia conflagrada
Os brasileiros ainda na capital reagiram com pedradas às ações militares de Madeira de Melo e, na procissão de São José (21 de março de 1822), os portugueses foram apedrejados.
Sobre esse episódio, Madeira de Melo registrou:

Então viu-se nesta cidade reunir-se uma multidão de negros a fazer depósitos de pedras em alguns lugares muito públicos, como o Largo do Teatro e ruas adjacentes; tomaram suas posições e logo que apareceu uma procissão que era feita por naturais da Europa, atiraram sobre ela uma infinidade de pedradas (…) Chegada a noite, reuniram-se grandes magotes em diferentes sítios e apedrejaram todos os soldados e mais pessoas que viram ser Europeus (…)— 
Respondia pelos interesses dos baianos o jornal Constitucional, de Francisco Corte Imperial e Francisco Gê Acaiaba de Montezuma (que veio a compor o primeiro governo durante as lutas), que dava vazão aos sentimentos da maioria do povo.
A cidade de Salvador assistia à debandada, a cada dia maior, dos moradores, que aumentou diante da chegada de reforços a Madeira de Melo: um navio, dos que levavam tropas do Rio de Janeiro de volta a Portugal, aportou na capital, ali deixando seus soldados.
No recôncavo o clima era cada vez mais revolucionário: vários redutos começando pela Casa da Torre em março de 1822 começara a acolher militares brasileiros do Forte de São Pedro. Metais de várias fazendas eram derretidos e convertidos em material bélico.

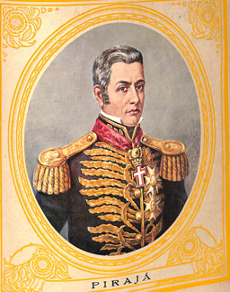
A primeira fase da Guerra na Bahia é comandada pelo Tenente-Coronel Joaquim Pires de Carvalho e Albuquerque.

Sob a liderança do tenente-coronel Joaquim Pires de Carvalho e Albuquerque, um grupo formado inicialmente por pouco mais de 500 homens começou a tomar forma como um exército improvisado. Com o tempo, esse número cresceu e chegou a cerca de 1.500 combatentes. Do outro lado, as forças portuguesas eram numericamente superiores, contando com mais de 3.000 soldados. Os embates que se seguiram foram pontuais e não envolveram grandes efetivos. Tratava-se de uma guerra de guerrilha, focada na ocupação de pontos estratégicos da região.

### Consulta às câmaras municipais
Os deputados da província da Bahia nas Cortes de Lisboa — entre os quais Luís Paulino d'Oliveira Pinto da França, que chegou a ser enviado por João VI para negociar com Madeira de Melo (chegando após o desfecho do conflito) — consultaram por carta os seus distritos, indagando qual a opinião das municipalidades sobre qual deveria ser a relação da Bahia com a metrópole. Tomando a frente, as vilas de Santo Amaro, Cachoeira e São Francisco do Conde, seguidas pelas demais, manifestaram-se favoráveis a que a província passasse para a regência de Pedro, no Rio de Janeiro. Havia, por trás destas declarações, nítida vontade de separação de Portugal, a quem já tinham como a figura opressora.
Uma escuna militar foi mandada por Madeira de Melo para Cachoeira. A 25 de junho de 1822, reuniram-se na Câmara Municipal de Cachoeira os nomes de Antônio de Cerqueira Lima, José Garcia Pacheco de Aragão, Antônio de Castro Lima, Joaquim Pedreira do Couto Ferraz, Rodrigo Antônio Falcão Brandão, José Fiúza de Almeida e Francisco Gê Acaiaba de Montezuma, futuro visconde de Jequitinhonha, tendo como resultado a consulta ao povo, pelo Procurador do Senado da Câmara, "se concordava que se proclamasse Sua Alteza Real como Regente Constitucional e Defensor Perpétuo do Brasil, da mesma forma que havia sido no Rio de Janeiro". O povo respondeu com entusiasmo que "Sim!".
Em comemoração, a vila iniciou em seguida um desfile da cavalaria que marchou pelas ruas, celebrando-se uma missa. Durante o desfile popular, foram disparados tiros em sua direção, vindos da casa de um português e da escuna fundeada ao largo. O tiroteio seguiu por toda a noite e no dia seguinte.
Outros que também participaram desde o início das lutas contra Portugal foram os irmãos Antônio Pereira Rebouças e Manuel Maurício Rebouças (o pai e o tio do abolicionista André Rebouças), homens negros, filhos de uma escrava liberta. Antônio atuou como secretário da Junta Provisória do Governo, aclamada em junho de 1822, participou de todas as batalhas decisivas que se seguiram. Manuel Rebouças, se voluntariou prontamente como soldado, participando de diversos conflitos; foi enviado pela junta de Cachoeira para conseguir a adesão de Maragogipe à causa da independência. Posteriormente, ele serviu como escrivão do Comissariado Geral do Exército Patriótico, até a sua dissolução, com o fim da guerra.

### Formação da "Junta de Defesa"

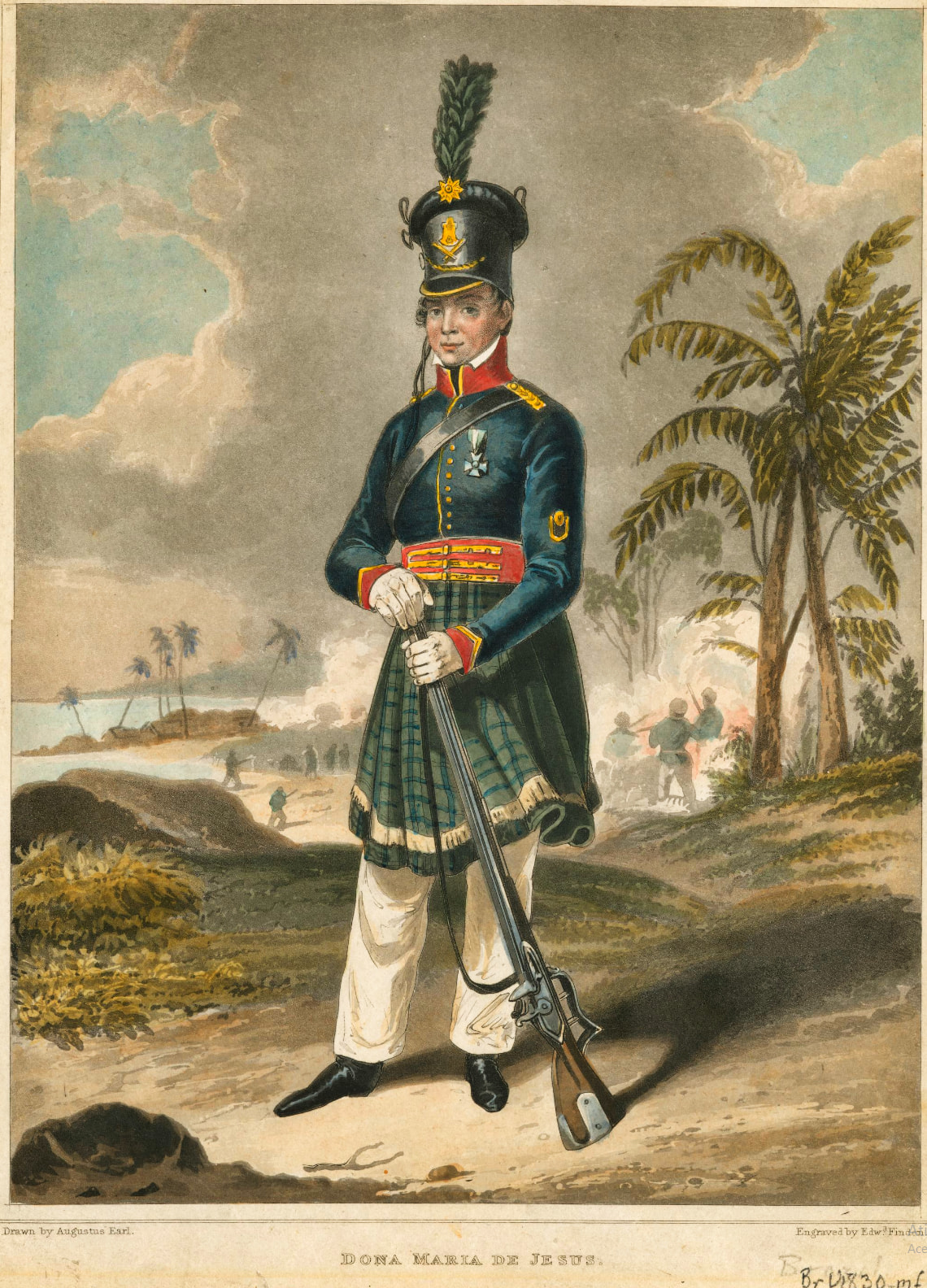
Maria Quitéria, heroína do Batalhão dos Periquitos, gravura do livro Diário de uma viagem ao Brasil, de Maria Graham.

Os partidários "brasileiros" reuniram-se na cidade de Maragojipe, a 23 quilômetros de Cachoeira, em novembro de 1822 e decidiram então que todos ficariam do lado de Pedro I e contra a coroa portuguesa. Proclamaram uma Junta Conciliatória e de Defesa, para governo da cidade, em sessão permanente, recebendo a adesão de muitos portugueses. Dentre esses brasileiros, destacavam-se Rodrigo Antônio Falcão Brandão, depois feito primeiro barão de Belém, e Maria Quitéria de Jesus. Foi constituída uma caixa militar e instaram ao comandante da escuna portuguesa para que cessasse o ataque, obtendo como resposta uma ameaça. O povo reagiu e teve lugar o primeiro combate pela tomada da embarcação que, cercada por terra e água, resistiu até à captura e prisão dos sobreviventes, em 28 de junho de 1822. As vilas do Recôncavo foram aos poucos aderindo à de Cachoeira. Salvador tornou-se alvo de maiores opressões de Madeira de Melo, e o êxodo da população ganhou intensidade.
As municipalidades se organizaram para um combate, treinando tropas, cavando trincheiras. Pelo sertão chegavam as adesões. Posições estratégicas foram tomadas nas ilhas do Recôncavo, em Pirajá e Cabrito. As hostilidades iniciaram-se e as suas notícias espalharam-se pela Província e pelo restante do país. Itaparica já aderira. Para lá enviou Madeira de Melo uma expedição, que chegou atirando. O povo fugiu, engrossando as hostes que se concentravam no Recôncavo.

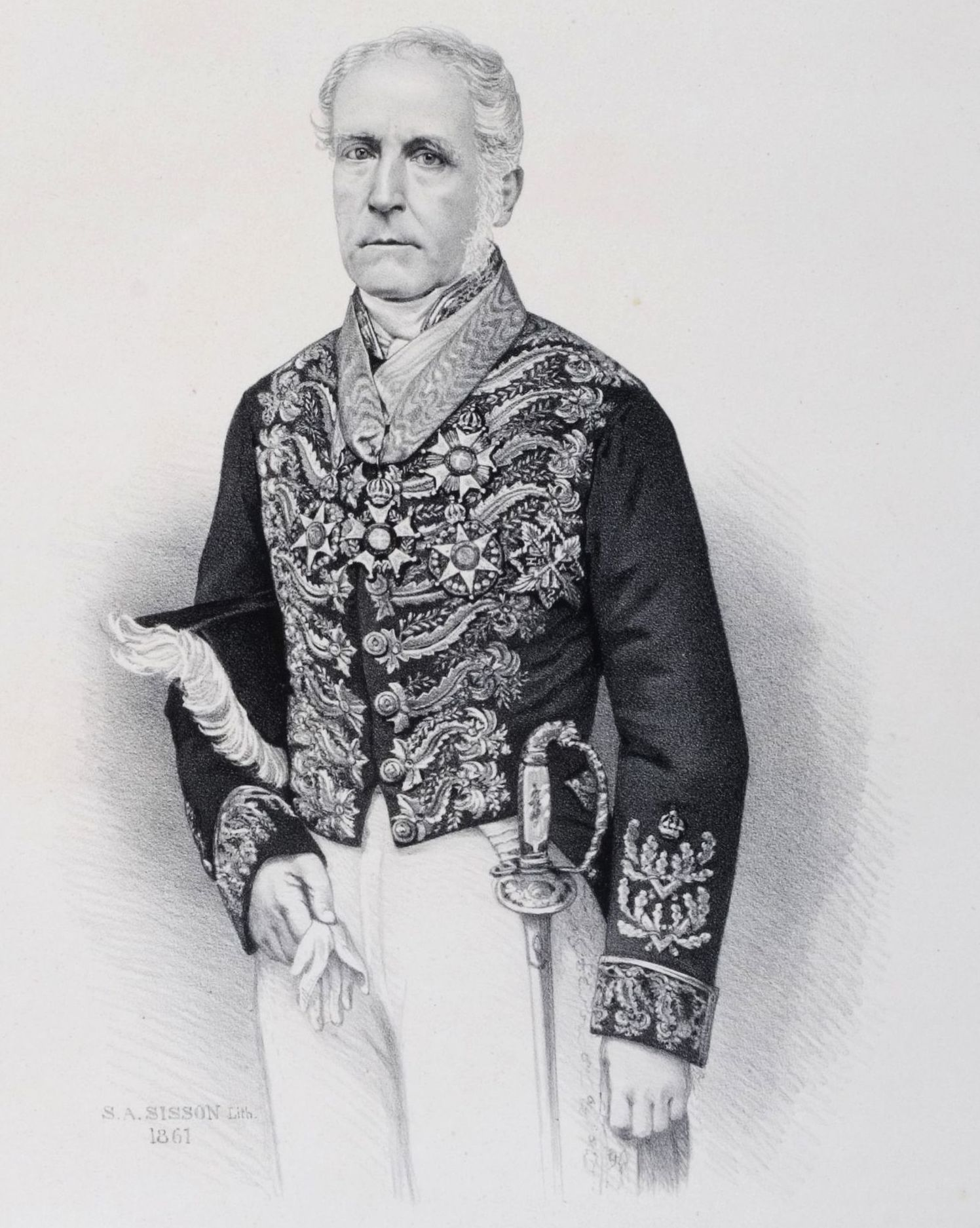
Miguel Calmon, futuro Marquês de Abrantes, primeiro governador da Bahia "livre"

Em Cachoeira foi organizado um novo Governo, para comandar a resistência, a 22 de setembro de 1822, sob a presidência de Miguel Calmon do Pin e Almeida, futuro Marquês de Abrantes.
Todos estes movimentos foram comunicados ao Príncipe-Regente. De Portugal, 750 soldados enviados como reforço para a manutenção da ordem na Bahia, chegaram em agosto.
Proclamada a Independência do Brasil (Setembro), em outubro de 1822 chegou do Rio de Janeiro o primeiro reforço aos patriotas baianos, sob o comando do francês general Pedro Labatut. Era uma tropa constituída quase toda por portugueses, já que ainda não existia um exército verdadeiramente nacional. Labatut havia partido do Rio para Maceió, para assumir o comando das tropas brasileiras, “com 200 praças do Batalhão de Milícias, 40 de Caçadores e 34 oficiais que deviam ajudar na organização do Exército Brasileiro na Bahia”, além de material de guerra, constando cinco mil espingardas, artilharia, pistolas, chuços, terçados e cartuchos. Labatut era “um dos veteranos das campanhas napoleônicas e tinha todos os requisitos para enfrentar Madeira”.
O seu desembarque foi impedido, indo aportar a Maceió, em Alagoas, de onde se dirigiu ao Recife, partindo em seguida para Sergipe, onde reuniu contingentes e seguiu para o Recôncavo da Bahia. Em Recife Labatut conseguiu a adesão pernambucana e o oferecimento de cerca de 700 soldados comandados pelo Major Falcão Lacerda, aos quais se juntaram, também, 200 soldados da Paraíba.
Labatut assumiu o comando das operações, sendo mais tarde substituído nessa função pelo coronel José Joaquim de Lima e Silva, que comandava o Batalhão do Imperador, de quase oitocentos homens, enviado por Pedro I para reforçar as tropas brasileiras na Bahia.
Após receber reforços de Pernambuco, em 3 de novembro, Labatut dividiu o Exército brasileiro em duas brigadas: (...) a da esquerda, comandada pelo Coronel Felisberto Gomes, com seiscentos homens dos batalhões da Torre, baianos, portanto, e que o ocupava até Itapuã; e da direita, chefiada pelo Major José de Barros Falcão, que situava na linha de fronteira do inimigo desde Itapuã até o Engenho do Cabrito, substituindo o Coronel de Milícias Rodrigo Falcão Brandão, que foi comandar as forças estacionadas em Cachoeira.
Derrotado da Revolução Pernambucana de 1817, o frei carmelita José Maria do Sacramento Brayner, então radicado na localidade de Pedrão, direcionou um requerimento de oferta de seus serviços ao Conselho Interino de Cachoeira em 12 de outubro de 1822, o qual lhe respondeu em 4 de novembro de 1822 ordenando a organização e formação de um grupo de combatentes voluntários, o que resultou no recrutamento de vaqueiros que formaram os Encourados de Pedrão.

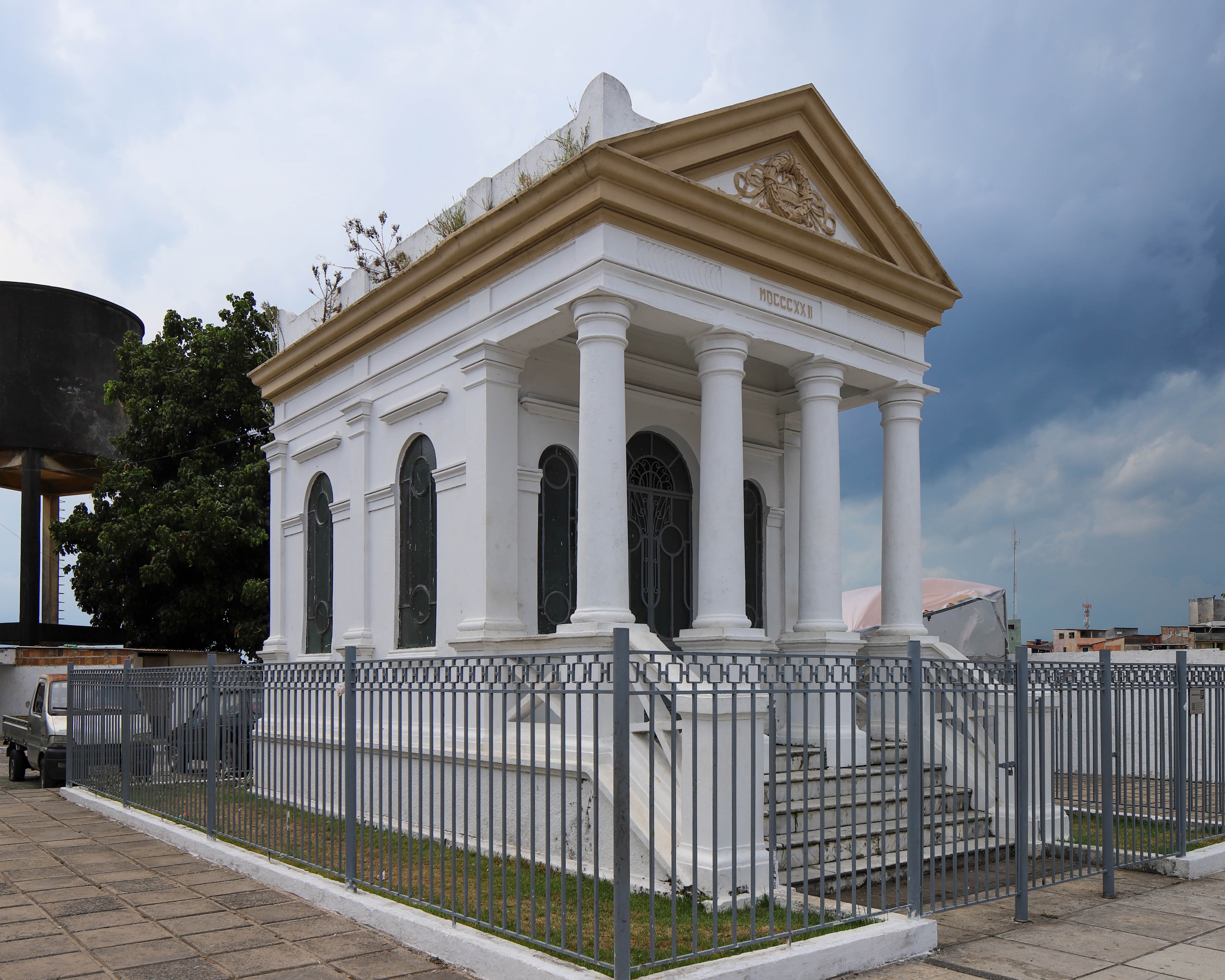
Panteão de Labatut, uma edificação memorial ao general, onde está seus restos mortais, no bairro do Pirajá, em Salvador, na Bahia.

### Batalha de Cabrito
A batalha de Cabrito foi mais uma tentativa dos portugueses de romper o cerco e abrir um caminho para o norte da Bahia. A luta durou quase todo o dia, com os portugueses atacando, com o auxílio de canhoneiras, o local onde os brasileiros possuíam uma oficina de guerra, mas estes resistiram entrincheirados e receberam reforços. Os portugueses se retiraram no final do dia.

### Batalha de Pirajá
Tendo recebido reforços, Madeira de Melo desferiu um grande golpe contra as tropas brasileiras em Pirajá, conduzindo as suas forças para a Estradas das Boiadas (hoje localizada no bairro da Liberdade). Assim registrou Tobias Monteiro, em "A elaboração da independência":

A luta foi tremenda, a resistência heroica; mas após quase cinco horas de refregas, acudindo reforços chegados da cidade e para não ver o exército bipartido, os independentes estavam ao ponto de recuar e escolher na retaguarda melhor ponto de defesa.

Já galgavam os atacantes as encostas dos montes, certos de levar de vencida o inimigo, quando ouviram o toque sinistro de avançar cavalaria e degolar. O corneta, a quem o major Barros Falcão, que comandava a ação naquele ponto, dera ordem de tocar retirada, trocara, por conta própria, o toque destinado a anunciar a derrota dos irmãos de armas, pelo do ataque inesperado, donde veio a desordem e o pânico dos portugueses.

O estratagema providencial de Luís Lopes, que assim se chamava esse lusitano aderente à causa do Brasil, transformou subitamente a ação. Espantados da presença dessa cavalaria imaginária, com que não contavam, os portugueses estremeceram indecisos e, por fim, recuaram. Sem perda de um momento, prevalecendo-se os brasileiros da situação, ordenaram a carga de baioneta. As hostes quase vitoriosas vinham agora de roldão sobre a planície, fugindo amedrontadas, envolvendo as reservas na mesma dispersão e na mesma derrota.

Depois desse desastre e do último malogro da ação sobre Itaparica, o exército de Madeira ficou em total abatimento, que não pôde renovar reforços para dominar além da capital.

Entrada do Exército Libertador, segundo tela de Presciliano Silva, mostra a passagem dos soldados pelo arco feito pelas freiras do Soledade.

### Cerco de Salvador
Em maio de 1823, chegou à costa da província a esquadra comandada por Thomas Cochrane, para participar do bloqueio marítimo à capital da província. A derrota final de Madeira se deu em 2 de julho.

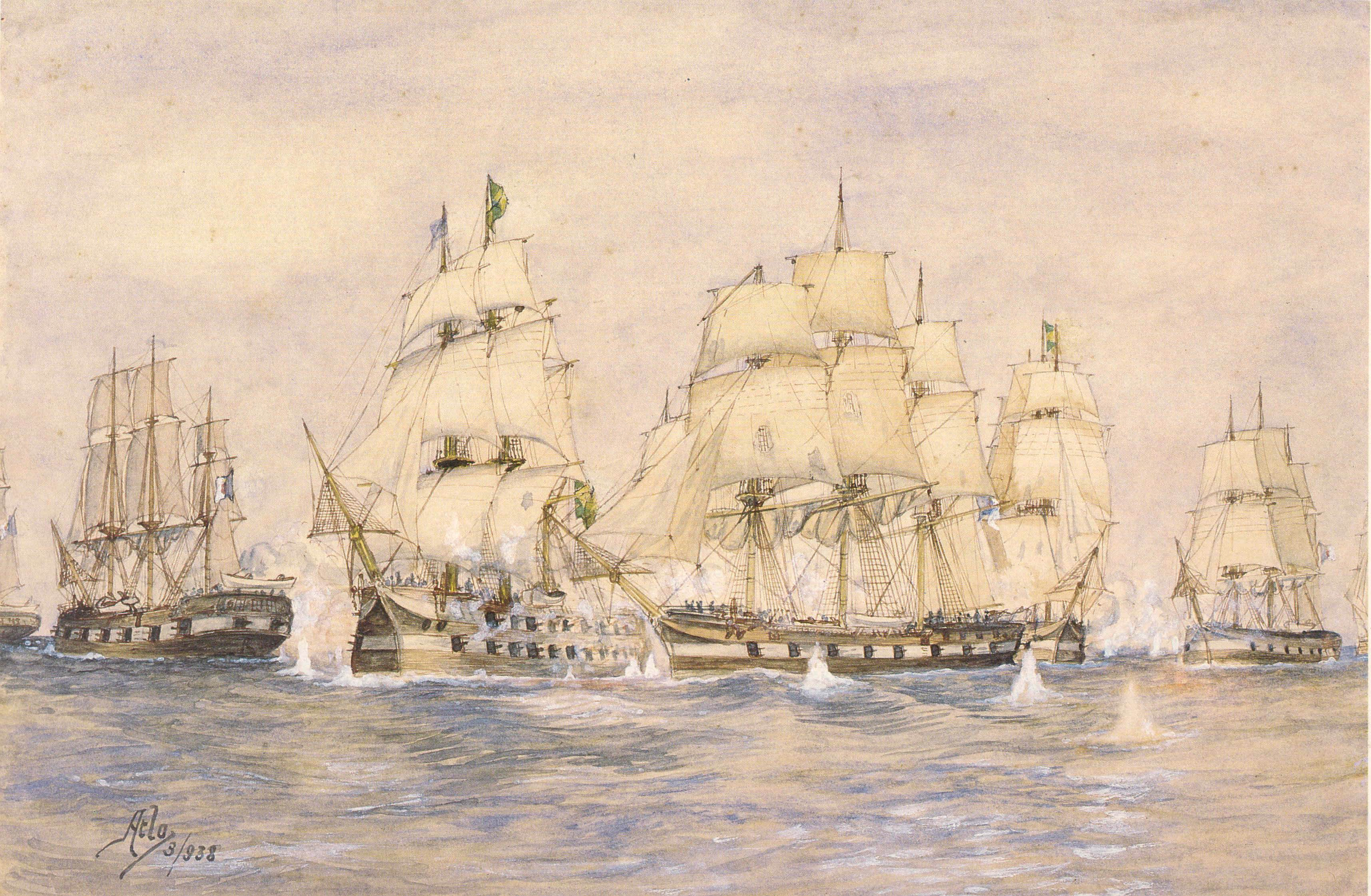
Batalha de 4 de maio de 1823, com a Marinha Imperial liderada por Thomas Cochrane, em mar aberto perto de Salvador, Bahia.

Não houve rendição de Madeira de Melo; este simplesmente embarcou, derrotado, com o que lhe restava de tropas na capital, cerca de quatro mil e quinhentos homens, que tomaram 83 embarcações. As primeiras tropas brasileiras que entraram na capital foram as que estacionavam em Pirajá e seguiram até São Caetano, sob o comando do coronel João de Souza Meira Girão, trecho da antiga "estrada das boiadas" que, depois, passou a chamar-se Estrada da Liberdade. Teriam sido recebidos, segundo a tradição, por um arco do triunfo feito em flores pelas irmãs do Convento da Soledade. Também ali seguiam José Joaquim de Lima e Silva, à frente do Batalhão do Imperador e comandante-em-chefe e o Coronel Antero José Ferreira de Brito com os homens que tomaram as trincheiras da Lapinha e Soledade.
Outras tropas ingressaram na cidade, ocupando-lhe os quartéis e pontos-chave de sua defesa:
1. Felisberto Gomes Caldeira saiu de Armação e Rio Vermelho rumo ao Tororó, Barra, Graça e Corredor da Vitória, ocupando os quartéis do Campo da Pólvora, Palma, Gamboa e Forte de São Pedro, e ainda a Casa da Pólvora, nos Aflitos;[22]
2. Major José Leite Pacheco, saindo de Armação e da Pituba, segue pela área conquistada pelo Major Silva Castro em Cruz de Cosme e vai para o Carmo.  Ocupam o Convento do Carmo, e postos em São Bento, Piedade, Jerusalém (ou Hospício), Noviciado (atual São Joaquim) e Santa Tereza.[22]

Ao todo chegam a Salvador, no 2 de julho, um total de 8 686 oficiais e soldados, sem contar as mais de mil mulheres que os acompanhavam no auxílio, cozinha e socorro.
Há de se reconhecer que o bloqueio da cidade do Salvador, imobilizou o exército comandado por Madeira de Mello e a esquadra de José Felix no plano de invadir o Rio de Janeiro. Mas é de justiça reconhecer que a Bahia não ficou sozinha. Valeu, e muito, a solidariedade de Sergipe, Alagoas, Rio Grande do Norte e Ceará – dos muitos sergipanos, alagoanos, sergipanos, paraibanos, potiguares e cearenses, sem esquecer os fluminenses, paulistas e mineiros, que participaram da guerra pela Independência do Brasil na Bahia (TAVARES, 2005, p. 225). 

## Participação dos indígenas
A participação dos indígenas no processo político era uma constante desde o período colonial. Isso continuou durante o processo de independência do Brasil, intensificando-se, especialmente, nos anos de 1820. Os povos indígenas não foram apenas espectadores, mas protagonistas em um momento importante da história nacional. A participação dos indígenas no conflito foi manifestada não somente pelo engajamento direto em movimentos e articulações políticas locais, mas também na forma como mobilizavam as antigas alianças, suas lideranças e conhecimentos em relação ao funcionamento da administração colonial e imperial.
Um exemplo ocorreu em Cimbres, Pernambuco, região que viveu intensas transformações políticas e sociais. Lá as comunidades indígenas se mobilizaram para garantir seus direitos e preservar suas terras frente a um cenário de mudanças. Ao contrário da narrativa tradicional que muitas vezes marginaliza a atuação indígena, havia comunidades que estavam atentas às movimentações políticas do período e buscavam ativamente influenciar os rumos das decisões que afetavam suas vidas.
Além das lideranças indígenas que participaram de assembleias e discussões políticas, reivindicando reconhecimento e autonomia em meio ao processo de construção do Estado brasileiro, as interações entre indígenas e os novos poderes emergentes mostram uma dinâmica complexa, onde alianças eram formadas e disputas por território e direitos eram travadas. Essa participação não se limitava a aspectos militares, os indígenas também estavam envolvidos em negociações diplomáticas e buscavam assegurar sua voz nas novas estruturas políticas que surgiam. A defesa das terras era então inseparável da participação política indígena, e os povos indígenas Cimbres utilizavam petições, cartas e outras maneiras formais, juntando práticas jurídicas absorvidas do período colonial com estratégias locais de resistência. A luta pelo território era então uma forma sólida de ação política, tendo em vista de que a perda das terras também significava a desagregação social e cultural de suas respectivas comunidades.
Os indígenas da Vila Verde, na antiga capitania de Porto Seguro (hoje estado da Bahia), tiveram um papel ativo e estratégico na Independência do Brasil. No dia 24 de novembro de 1822, a câmara local, formada principalmente por lideranças indígenas, organizou uma cerimônia para aclamar Pedro I como Imperador Constitucional e Defensor Perpétuo do Brasil. O evento, que reuniu cerca de duzentas pessoas na praça principal da vila, marcou a adesão oficial da comunidade indígena à luta pela separação de Portugal.
A história de Vila Verde começa com o aldeamento jesuíta do Espírito Santo, fundado em 1634. Em 1759, com as reformas do governo português, a aldeia virou uma vila civil e a câmara passou a ser comandada por indígenas. Esse status dava aos moradores certos direitos, como a posse da terra e a participação no governo local. Quando souberam que Pedro I tinha sido aclamado no Rio de Janeiro, os indígenas de Vila Verde decidiram romper de vez com o domínio português que ainda resistia na Bahia, principalmente sob o comando do general Madeira de Mello (Isso ocorreu em um contexto de conflitos que culminou com o que chamamos de Independência do Brasil na Bahia).
Em uma carta enviada a Pedro I, os indígenas disseram que foram "os primeiros" da região de Porto Seguro a apoiar a "santa causa da independência", mostrando que queriam ser protagonistas da mudança e acabar com o "servilismo" colonial. No mesmo dia, grupos indígenas foram até Porto Seguro e Trancoso para garantir que cerimônias parecidas também fossem feitas nessas vilas, enfrentando até a resistência de quem ainda era contra a separação do Brasil. Em vários momentos, também ajudaram na defesa armada das vilas.
O Auto de Aclamação escrito pela Câmara de Vila Verde mostra como os indígenas souberam usar a linguagem política da época. No documento, eles falam de "liberdade", "patriotismo" e "monarquia constitucional" para justificar sua escolha e pedir que fossem reconhecidos como cidadãos do novo país. Além disso, pediram a nomeação de Manoel Ferraz, um homem branco, para ser o escrivão e diretor da vila, uma escolha estratégica, seguindo a lógica da troca de apoio político por cargos públicos, uma prática comum na época. A participação dos indígenas de Vila Verde mostra uma realidade que desafia a imagem de passividade indígena na Independência. Eles atuaram com consciência política, sabiam negociar e estavam dispostos a lutar pelos seus direitos. Ao apoiar a Independência, também buscavam garantir sua autonomia, suas terras e seu lugar como cidadãos no novo Brasil.

## Representação na cultura popular

### Folclore

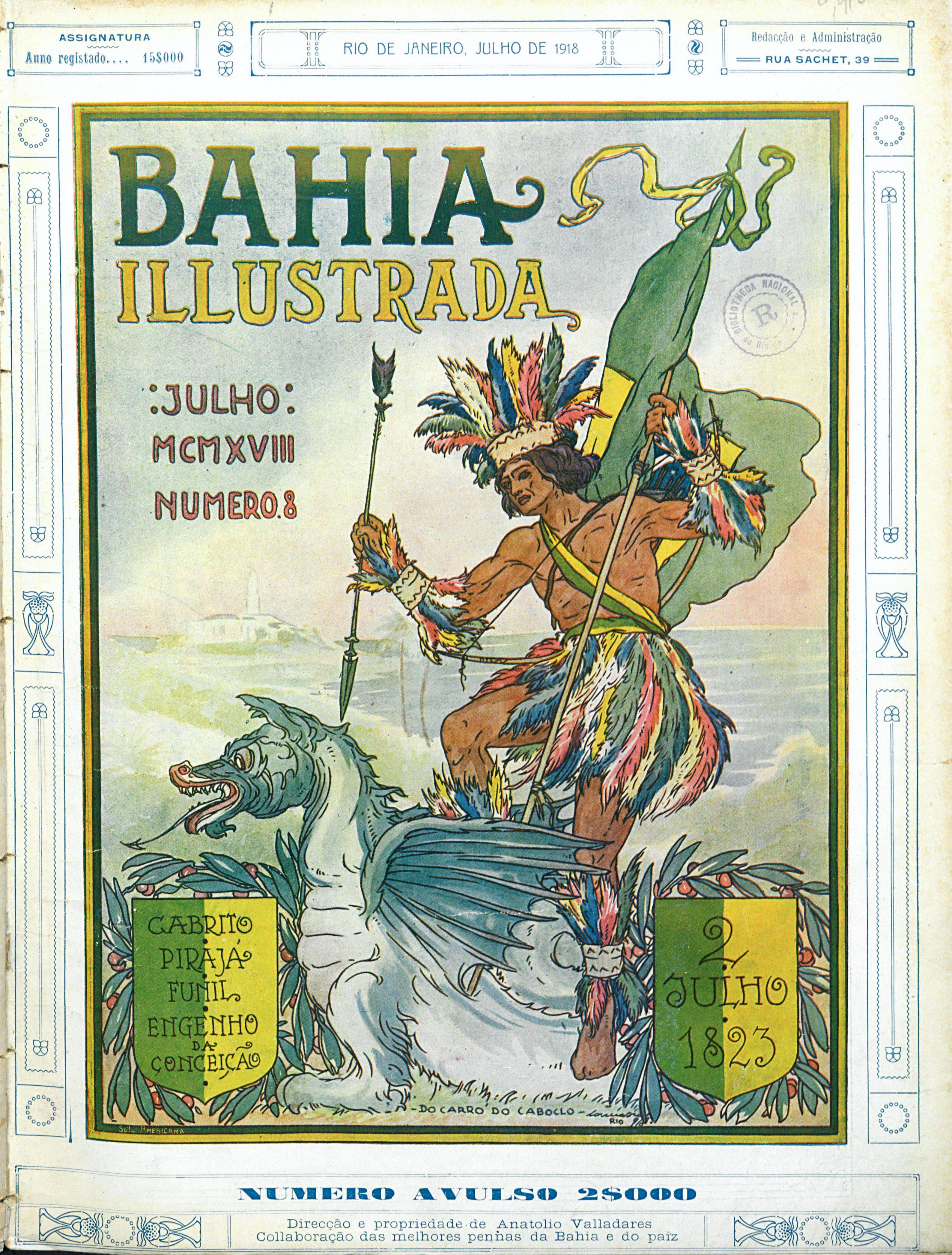
Alegoria do "Caboclo" ilustrando a edição da revista Bahia Illustrada, em 1918.

Uma luta tão duradoura, tão visceralmente ligada às aspirações de um povo, deixou um variado legado no folclore. O historiador José Calasans registrou algumas quadrinhas que eram cantadas, de ambos os lados (portugueses e brasileiros):

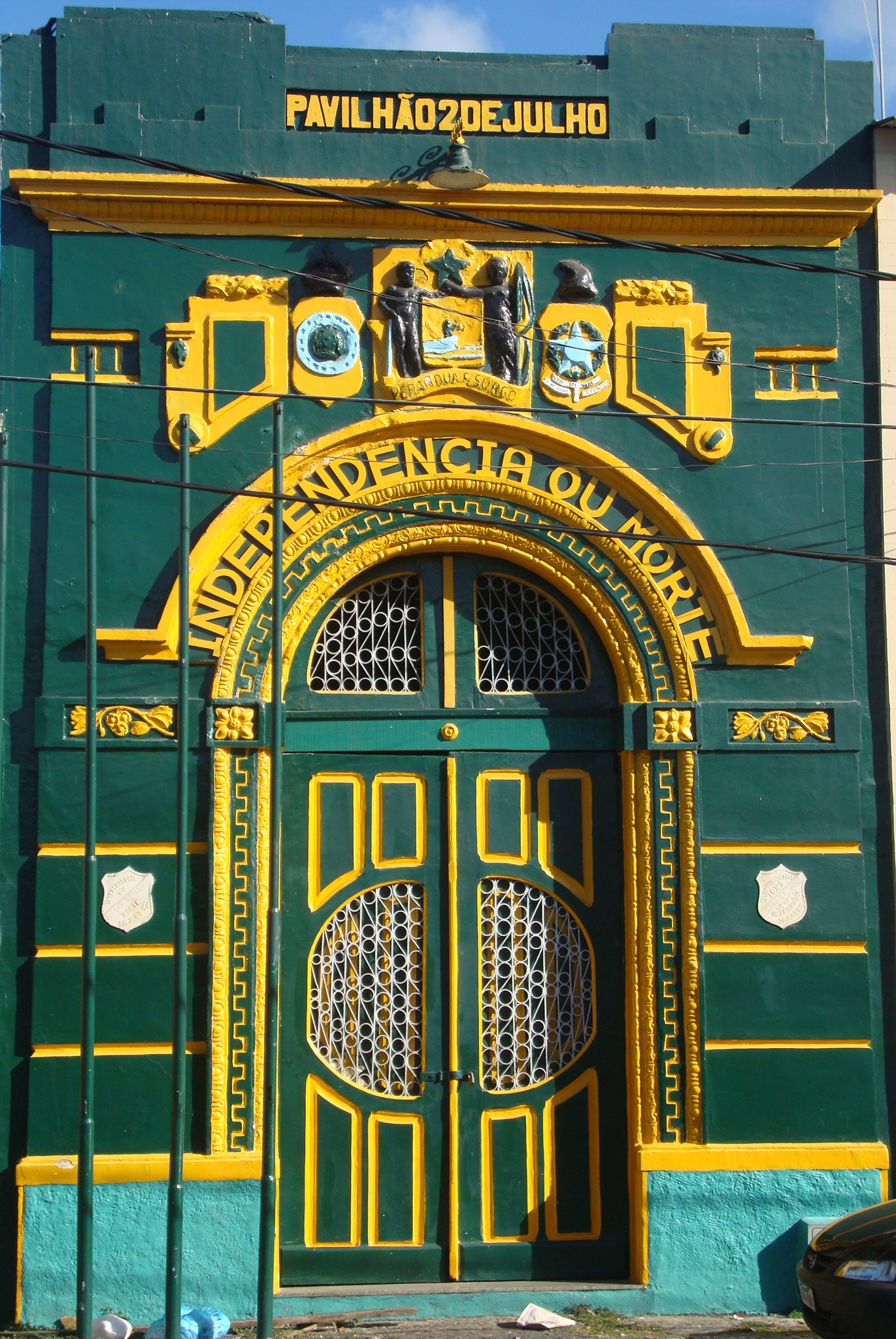
Pavilhão 2 de Julho, em Salvador, construído para o Centenário da Independência da Bahia, e para guardar a memória da Festa de 2 de Julho.

- Dos portugueses, parodiando aquele que era então o Hino do Brasil:

Brava gente brasileira

Do gentio da Guiné

Que deixou as cinco chagas

Pelos ramos do café.
- Dos brasileiros, contra seus adversários, as quadrinhas:

Labatut jurou a Pedro,

Quando lhe beijou a mão,

Botar fora da Bahia

Esta maldita nação!

O Madeira queria

se coroar!

Botou uma sorte,

Saiu-lhe um azar!

### Intervenções divinas
Registra ainda Calasans um fato narrado pelo folclorista João da Silva Campos, em que Santo Antônio protagoniza uma curiosa intervenção na retirada das tropas do brigadeiro Manuel Pedro de Salvador, possibilitando assim a organização das forças de resistência em Cachoeira.

A soldadesca d'el-rei deu para trás com precipitação, ante os repetidos golpes do estranho guerreiro de burel que, ao demais, parecia blindado contra as balas (…) Mais tarde explicaram os reinóis a causa de haverem cedido terreno àqueles. Então os nacionais, que não tinham visto frade algum à testa dos seus pelotões, atribuíram a Santo Antônio a façanha de, esposando a causa da Independência do Brasil, haver-se oposto de arma em punhos aos seus compatriotas— 
Já na batalha do Rio Vermelho foi a aparição da Senhora Santana que, estando as tropas descansando, avisou-as da chegada do inimigo, evitando assim o ataque surpresa e possibilitou a vitória aos brasileiros.

### Corneteiro Lopes

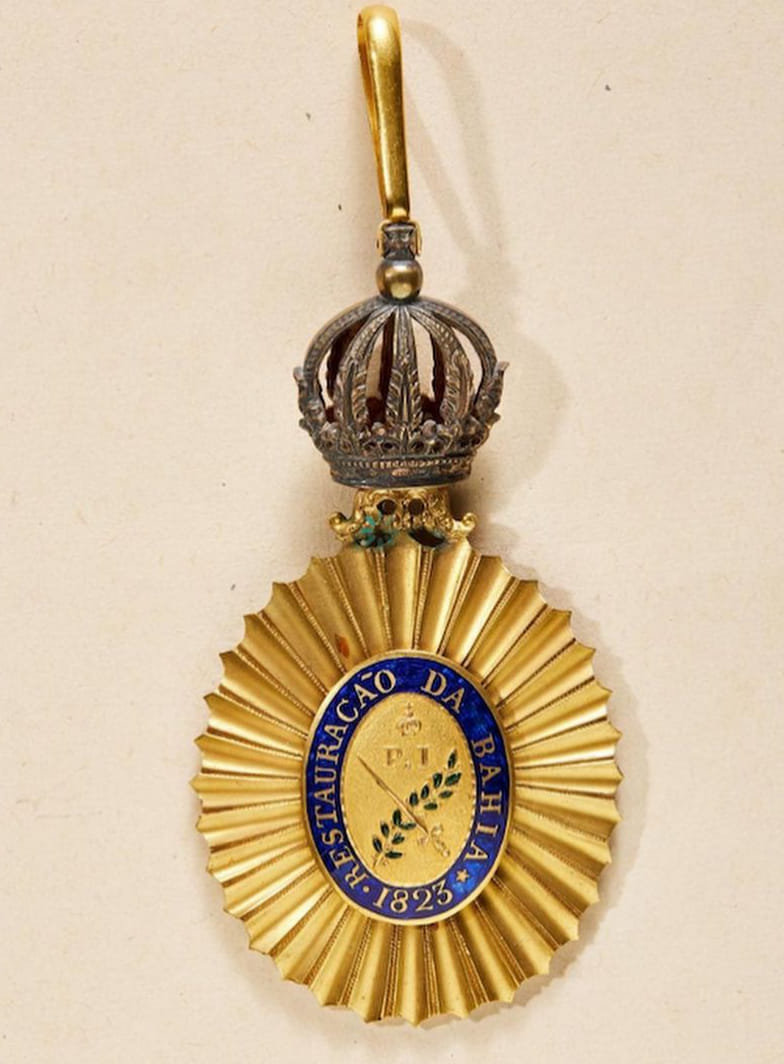
Medalha da Restauração da Bahia (também conhecida como Medalha da Independência). Medalha instituída pelo Imperador Dom Pedro I em 2 de julho de 1825 para celebrar a retirada das forças portuguesas da cidade de Salvador e galardoar os oficiais e soldados do Exército que lutaram na Guerra da Independência na Bahia. Mais tarde foi estendida aos oficiais e marinheiros da esquadra que bloqueou o porto

Segundo José Calasans foi possivelmente o historiador Inácio Acioli de Cerqueira e Silva, na obra Memórias Históricas e Políticas da Bahia quem primeiro explicou a vitória baiana na Batalha de Pirajá como decorrente de um toque errado de corneta. Temendo ficar sitiado, o Major José de Barros Falcão, no comando de posição-chave, mandara tocar a retirada, mas o corneteiro Luís Lopes, um português que combatia do lado brasileiro, fez o oposto: deu o toque primeiro de avançar cavalaria e, em seguida, o degola: os inimigos, acreditando a chegada de reforços, saem em debandada e os brasileiros, quase derrotados, saem vitoriosos da pugna.
O episódio descrito por Acioli é repetido na obra de Braz do Amaral, mas o Barão do Rio Branco, apesar de conhecedor daquela obra, omite tal passagem. Ganhara a passagem o tom lendário, até que pesquisas ulteriores deram conta ao registro feito por Pedro II em seu diário, sobre o relato feito ao Imperador pelo Barão de Cajaíba, que tomara parte dos combates:
um corneta trânsfuga português que descompunha, por meio de toques, o exército lusitano, e neste dia, tocando a retirar, fez com que avançassem os lusitanos para debandarem para o lado do campo de Cabrito e da cidade, logo que ouviram os vivas dados a meu pai, pelo major de Pernambuco Santiago.— 

### O "Caboclo"

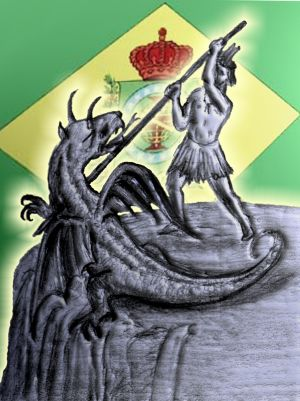
A Alegoria do Caboclo, onde o dragão é símbolo da opressão do colonizador.

Importante participação nas lutas teve o elemento indígena, identificado simbolicamente como o "verdadeiro brasileiro", o dono da terra, que somara seus esforços aos demais combatentes. A Bahia rendeu-lhe homenagens sempre ostensivas e, em 1896, no monumento erguido na capital baiana, a figura do caboclo em cima — tal qual a do Almirante Horatio Nelson na Coluna de Nelson em Londres — aquele importante marco.
Na cidade de Caetité, que anualmente realiza a Festa do Dois de Julho com grande pompa, a figura de uma cabocla surge num dos carros, matando o "Dragão da Tirania", que representa o colonizador vencido.

### Escola de samba
Em 2023, a escola de Samba Beija-Flor de Nilópolis, do Carnaval Carioca, apresentou o enredo "Brava Gente! O Grito dos Excluídos no Bicentenário da Independência", celebrando os 200 anos da Independência da Bahia.

## Resquícios: o "Mata-Maroto"
Chamando os portugueses pejorativamente de marotos (o mesmo que marujos, já que vieram ter ao Brasil por mar), durante o período regencial (cerca de uma década após as lutas, portanto), tão logo se espalha a notícia da abdicação de Pedro I, na capital e em cidades do interior como Rio de Contas e Caetité, ocorrem perseguição dos nativos aos lusitanos.
Em Salvador e Recôncavo os piores incidentes tiveram lugar especialmente em 1831, quando João Gonçalves Cezimbra, assumindo o governo, compromete-se a nomear tão-somente brasileiros para o comando dos batalhões. O português Francisco Antônio de Sousa Paranhos mata o brasileiro Vitor Pinto de Castro, crime que acirrou ainda mais os ânimos. Em dado momento chega-se a falar em rompimento do estado com a criação de uma federação.